# Möre och Ölands domsagas tingslag
Möre och Ölands domsagas tingslag var ett tingslag i Kalmar län som fanns under perioden 1969 till 1971. 
Tingslaget ingick i den samtidigt bildade Möre och Ölands domsaga. Häradsrätten ombildades 1971 till Möre och Ölands tingsrätt med en oförändrad domsaga, förutom de områden som uppgick i Kalmar kommun och Kalmar domsaga.

## Administrativ historik
Tingslaget bildades 1969 genom sammanläggning av Södra Möre tingslag, Ölands domsagas tingslag och av Norra Möre och Stranda domsagas tingslag med undantag av Mönsterås köping och Ålems landskommun samt från Östra Värends tingslag Algutsboda socken, Hälleberga socken och Långasjö socken. Häradsrättens tingsplats avr i Kalmar i Södra Möres häradsrätts lokal från 1966 och i Borgholm.